# Lao Và Chải
Lao Và Chải là một xã thuộc huyện Yên Minh, tỉnh Hà Giang, Việt Nam.

## Địa lý
Xã Lao Và Chải có vị trí địa lý:
- Phía đông giáp thị trấn Yên Minh và các xã Đông Minh, Sủng Cháng
- Phía tây giáp huyện Quản Bạ
- Phía nam giáp huyện Quản Bạ và xã Ngam La
- Phía bắc giáp xã Na Khê, Bạch Đích, Sủng Cháng.

Xã Lao Và Chải có diện tích 61,33 km², dân số năm 2019 là 6.123 người, mật độ dân số đạt 100 người/km².

## Hành chính
Xã Lao Và Chải được chia thành 16 thôn: Sủng Là, Sí Lủng, Là Lủng, Xín Chải, Lao Và Chải, Ngám Chải, Chi Trải, Tủng Tẩu, Pa Pao, Xì Phài, Cốc Cọt, Pắc Ngàn, Chế Quà, Nà Ván, Khổi Hao, Nậm Ngái.

## Lịch sử
Trước đây, Lao Và Chải là một xã thuộc huyện Đồng Văn.
Ngày 5 tháng 7 năm 1961, Hội đồng Chính phủ ban hành Quyết định số 91-CP về việc thành lập xã Lao Va Chải thuộc huyện Đồng Văn trên cơ sở một phần diện tích và dân số của xã Cán Tý.
Ngày 15 tháng 12 năm 1962, Hội đồng Chính phủ ban hành Quyết định số 211-CP về việc thành lập huyện Yên Minh trên cơ sở tách xã Lao Và Chải thuộc huyện Đồng Văn.
Ngày 20 tháng 8 năm 1999, Chính phủ ban hành Nghị định 74/1999/NĐ-CP về việc chuyển 649 ha diện tích tự nhiên và 646 nhân khẩu của xã Yên Minh về xã Lao Và Chải quản lý.
Sau khi điều chỉnh địa giới hành chính, xã Lao Và Chải có 5.209 ha diện tích tự nhiên và 3.392 nhân khẩu.